# Călătoria de aur a lui Sinbad
Călătoriile lui Sinbad sau Călătoria de aur a lui Sinbad (titlu original: The Golden Voyage of Sinbad) este un film britanic în Dynarama  din 1974 regizat de Gordon Hessler. Rolurile principale au fost interpretate de actorii John Phillip Law (Sinbad), Tom Baker, Takis Emmanuel și Caroline Munro.
Este al doilea film cu Sinbad pe care Harryhausen l-a creat pentru Columbia, celelalte două fiind The 7th Voyage of Sinbad (1958) și Sinbad and the Eye of the Tiger (1977).
Este primul film care a câștigat Premiul Saturn pentru cel mai bun film fantastic.

## Prezentare
Filmul prezintă călătoriile căpitanului Sinbad după ce acesta și echipajul său găsesc o tabletă de aur care cade din gura unui homunculus care o transporta către stăpânul și creatorul ei, un practicant malefic de magie neagră, prințul Koura. Sinbad se întâlnește cu Vizirul care are o altă parte a tabletei care formează harta unei comori de neimaginat: tinerețe veșnică, scutul întunericului și o coroană a bogățiilor nespuse. Împreună cu Vizirul, Sinbad  și echipajul său pleacă peste mări în căutarea comorii, fiind urmăriți de Koura care închiriază o altă corabie. Alături de Sindbad se află și o tânără fostă sclavă care are un tatuaj misterios cu  un ochi în palmă. În călătoria lor au de înfruntat fiare ciudate, furtuni și interferența întunecată a prințului Koura.

## Distribuție
- John Phillip Law ca Sinbad Marinarul, eroul principal
- Tom Baker ca Prințul Koura, principalul antagonist al filmului.
- Takis Emmanuel ca Achmed. (Emmanuel a fost dublat de Robert Rietti.)
- Caroline Munro ca Margiana.
- Douglas Wilmer ca Vizir
- Grégoire Aslan ca Hakim (ca Gregoire Aslan)
- David Garfield ca Abdul (ca John D. Garfield)
- Kurt Christian ca Haroun
- Martin Shaw ca Rachid
- Aldo Sambrell ca Omar
- Robert Shaw - Oracle of All Knowledge (nem.)

## Primire
Filmul a beneficiat de recenzii modest-favorabile.  Rotten Tomatoes a acordat filmului un rating de  73% pe baza a 14 recenzii. Filmul a fost realizat cu 982.351 $ - o sumă extrem de mică, chiar și pentru un film de la începutul anilor 1970 - dar a fost un succes de box office cu încasări totale de peste 11 milioane $.  